# Braulio Rafael León Villegas
Braulio Rafael León Villegas (* 26. März 1943 in León de los Aldama; † 30. Dezember 2024 in Ciudad Guzmán) war ein mexikanischer Geistlicher und römisch-katholischer Bischof von Ciudad Guzmán.

## Leben
Papst Paul VI. spendete ihm am 17. Mai 1970 das Sakrament der Priesterweihe für das Bistum León.
Papst Johannes Paul II. ernannte ihn am 21. Februar 1990 zum Bischof von La Paz en la Baja California Sur. Die Bischofsweihe spendete ihm der Apostolische Nuntius in Mexiko, Erzbischof Girolamo Prigione, am 29. März desselben Jahres in der Kathedrale von La Paz; Mitkonsekratoren waren Gilberto Valbuena Sánchez, Bischof von Colima, und Anselmo Zarza Bernal, Bischof von León.
Am 11. Dezember 1999 wurde er zum Bischof von Ciudad Guzmán ernannt. Papst Franziskus nahm am 25. September 2017 seinen vorzeitigen Rücktritt an.